# Illes Medes
Les illes Medes són un arxipèlag situat a la mar Mediterrània, concretament a la Costa Brava, situades a no gaire més d'un quilòmetre del litoral de l'Estartit. Administrativament les illes Medes pertanyen al municipi de Torroella de Montgrí, a la comarca del Baix Empordà, al nord-est de Catalunya. L'arxipèlag és format per dues illes principals, cinc illots i altres illots menors, i la seva superfície total és de 21,5 Ha. Geològicament les illes medes són una continuació del massís del Montgrí.
Les illes Medes formen part del Parc Natural del Montgrí, les Illes Medes i el Baix Ter. L'arxipèlag és, de fet, un dels espais d'interès natural més importants de la Mediterrània i és una gran reserva de fauna i flora marina. L'única construcció a l'arxipèlag es troba a l'illa principal, la Meda Gran, i és el far de la Meda, que actualment és deshabitat.
Històricament, les Medes han estat un indret que ha captivat l'ésser humà i l'ha motivat a acostar-s'hi, tal com revelen les restes de naufragis trobats a les aigües circumdants. De fet, s'hi han localitzat naus gregues enfonsades, mentre que les illes han amagat durant segles vestigis que fan pensar que s'havien fet servir com a necròpolis.

## Etimologia
Sobre l'etimologia de les Medes, Botet i Sisó especula amb diverses opcions. Aquest cita a Fest Aviè per a denominar-les Malodes, per altra banda esmenta la creença fabulosa d'un origen mitològic en Medea durant el rapte de Jàson, que Botet i Sisó descarta. Continua fent-la d'origen llatí a partir de «Meta» que fa referència als túmuls i sepultures punxeguts que construïen els antics romans.
Tanmateix Botet i Sisó considera improbable la deriva des del Malodes cap al Meta. Sigui com sigui en l'edat mitjana sembla que el nom Medas s'emprava indistintament per referir-se genèricament a les illes i illots compresos a la costa del Comtat d'Empúries, citant per això una donació de terres del 974 de Gausfred I, comte d'Empúries, i el seu fill Sunyer d'Empúries (bisbe d'Elna) al monestir de Sant Pere de Rodes. Aquesta denominació sinonímica entre meda i illa s'anà perdent restringint-se a les illes que avui dia reben aquest nom.

## Història
Les illes Medes han estat sempre cobejades a causa de la seva situació estratègica prop de la costa, que facilitava ràpids atacs seguits de retirades segures. Fou, però, en plena època medieval quan començaren a ésser conflictives i es convertiren en un indret de lluites sovintejades. Els pirates i corsaris feien perillar constantment la tranquil·litat dels pobles i els masos costaners i amenaçaven el comerç marítim, particularment el barceloní. Per aquesta raó, la ciutat de Barcelona s'interessava per la sort de les Medes i moltes vegades col·laborà amb aportacions pecuniàries o amb provisions de queviures i armes per als seus defensors.
Martí l'Humà projectà una torre de defensa i l'establiment d'un monestir dels Cavallers de l'Orde de Sant Sepulcre de Jerusalem, units aleshores a l'Orde de l'Hospital, els quals havien de tenir la missió de defensar les illes. Les obres de la fortificació eren costoses i no s'acabaren fins molt més tard, després de nombroses captes i donacions.
Les dificultats per a rebre queviures i almoines feren abandonar les illes als Cavallers del Sant Sepulcre. La custòdia de les Medes passà després per diverses mans, i també esporàdicament foren confiades a l'Orde de Sant Jaume.
El primer de març de l'any 1442 les illes foren atacades pels genovesos, els quals cremaren la capella de Sant Miquel i les dependències. A partir d'aquell moment hi hagué diversos intents de reforçar-ne la defensa, però hom topava sempre amb la dificultat de la manca de recursos econòmics. El conjunt de les edificacions desaparegué finalment l'any 1522, quan s'enfonsà la punta occidental de l'illa, on eren enclavades totes les construccions.
Al llarg del segle xviii, les Medes foren igualment un lloc estratègic, sobretot entre les relacions entre l'estat espanyol i el francès. A causa de la Guerra Gran, l'any 1794, els francesos hi construïren una fortificació. Els aliats anglesos recuperaren l'arxipèlag però el tornaren a perdre poc temps després. Les illes també serviren de presó militar.
Durant les Guerres Napoleòniques les Medes foren preses pel francesos com a suport de molts atacs bel·licosos. Acabat el conflicte restà a la Meda Gran una guarnició miliar, que cada cop fou més minsa, fins que desaparegué definitivament l'any 1890.
El far de la Meda, de l'any 1866, fou substituït per un altre de rotatiu i automàtic l'any 1930, i dos anys més tard, la Meda fou abandonada per l'home després d'uns segles plens de rivalitats pel seu domini.
La protecció de les illes s'inicià el 1983 amb una ordre del Govern de Catalunya. El 1985, una resolució establia normes de compliment obligatori a la zona vedada. El 1990 va promulgar-se una llei del Parlament de Catalunya per a la protecció i conservació de la flora i fauna del fons marí de les illes Medes i del tros de costa del massís del Montgrí entre la roca del Molinet i punta Salines i, uns anys més tard, l'espai es va integrar en el PEIN.
L'any 2009, una empresa privada, mitjançant la utilització de tècniques de radar, va descobrir la presència d'un riu subterrani que desemboca a prop de la pedra de Déu, a uns metres de la Meda Gran.

## Geografia
Els set illots són, de més a menys extensió: la Meda Gran (18,7 ha), la Meda Xica (2,6 ha), el Carall Bernat, els Tascons Grossos, els Tascons Petits, el Medellot i les Ferranelles.
Són a uns 900 metres al sud-est de la punta de la Guixera (l'Estartit, Torroella de Montgrí). A Torroella i a l'Estartit són habituals les exposicions i xerrades al voltant d'aquest entorn natural. Moltes empreses hi organitzen viatges amb vaixells de fons transparent, com també itineraris per practicar-hi el submarinisme. Són també un important atractiu per als aficionats de la fotografia de paisatge o submarina, i se n'han organitzat diversos concursos.
| Nom de l'illa   | Ubicació | Superfície (ha) | Altitud màxima (msnm) | Coordenades                                                   |
| --------------- | -------- | --------------- | --------------------- | ------------------------------------------------------------- |
| Meda Gran       |          | 18,7            | 73,9                  | 42° 02′ 51.49″ N, 03° 13′ 21.9″ E / 42.0476361°N,3.222750°E   |
| Meda Petita     |          | 2,6             | 63,7                  | 42° 02′ 37.34″ N, 03° 13′ 31.22″ E / 42.0437056°N,3.2253389°E |
| Carall Bernat   |          | 1,6             | 70,1                  | 42° 02′ 29.89″ N, 03° 13′ 41.94″ E / 42.0416361°N,3.2283167°E |
| Tascons Grossos |          | 0,9             | 39,8                  | 42° 02′ 31.17″ N, 03° 13′ 38.52″ E / 42.0419917°N,3.2273667°E |
| Tascons Petits  |          | 0,6             | 12,6                  | 42° 02′ 28.51″ N, 03° 13′ 36.63″ E / 42.0412528°N,3.2268417°E |
| Medallot        |          | 0,5             | 24,5                  | 42° 03′ 6.51″ N, 03° 13′ 18.75″ E / 42.0518083°N,3.2218750°E  |
| Ferranelles     |          | 0,3             | 6,7                   | 42° 02′ 36.26″ N, 03° 13′ 32.53″ E / 42.0434056°N,3.2257028°E |
| Illes Medes     |          | 21,5            | 73,9                  | 42° 03′ 00″ N, 03° 13′ 15″ E / 42.05000°N,3.22083°E           |

## Espai natural

Àrea protegida de les Illes Medes

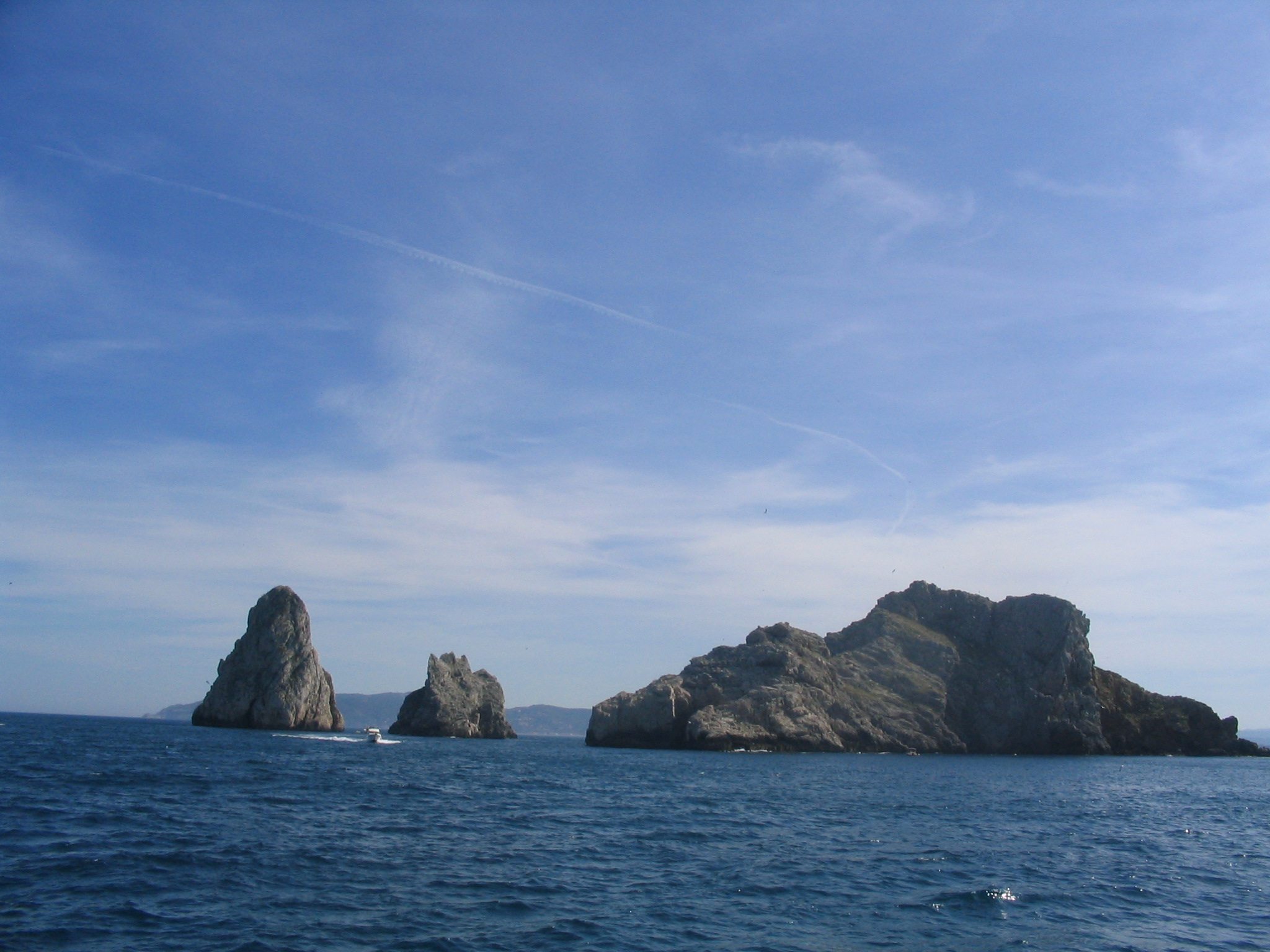
Carall Bernat, Tascons Grossos i Meda Petita.

Es considera una àrea d'especial interès biològic submarí. El fons sorrenc permet el creixement de prats submarins de Posidonia oceanica, font important de productivitat. Les múltiples coves del fons de les illes permeten el desenvolupament de corall vermell, extret durant molts anys i actualment en franca recessió, fet que n'impedeix qualsevol extracció sota pena de sanció.

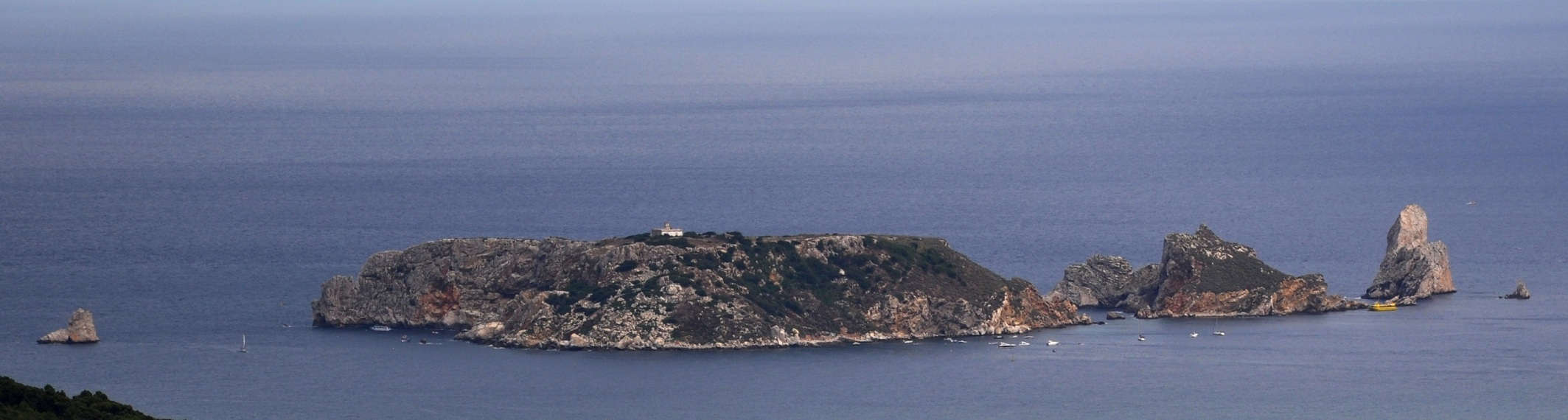
Les Illes Medes des del Montplà. Aquesta imatge conté anotacions. Obriu la foto a Wikimedia Commons per als noms i alçades de les illes.